# Elis Malmeström
Axel Christian Elis Malmeström, född 6 november 1895 i Göteborg, död 21 mars 1977 i Göteborg, var en svensk präst i Svenska kyrkan, biskop och psalmförfattare.

## Biografi
Elis Malmeström avlade studentexamen vid Göteborgs högre latinläroverk 1914, påbörjade studier vid Göteborgs högskola på hösten 1914, avlade teologisk-filosofisk examen där 1916, reservofficersexamen vid Kungliga krigshögskolan 1916, påbörjade studier i Uppsala 1916, avlade teologie kandidatexamen där 1918, praktisk teologisk examen 1919, prästvigd 1920, teologie licentiatexamen 1924, teologie doktorsgrad 1927,  komminister i Ed 1921, pastorsadjunkt i Norra Råda församling 1924 med tillträde 1925, kyrkoherde där 1928.
Malmeström blev domprost i Strängnäs 1938 (tillträdde 1939) samt därefter domprost i Göteborg 1943–1950. Han var ordförande i Karlstads stifts teologiska sällskap 1929–1938, ombud för Karlstads stift vid kyrkomötet 1936, för Strängnäs stift vid kyrkomötet 1941, samt var under biskopsvakansen  i Göteborgs stift i biskopens ställe (såsom domprost och vice ordförande i domkapitlet) vid kyrkomötet 1948.
Malmeström uppfördes i andra rummet på förslaget till biskop i Karlstads stift 1937, i tredje rummet på förslaget till biskop i Västerås stift 1940, men blev sedan biskop i Växjö stift 1950–1962.
Han var sekreterare och kassör i Sveriges kristliga studentrörelse 1919–1921 samt förste kurator för Göteborgs nation vid Uppsala universitet 1919-1920. Han blev ledamot av Allmänna Svenska Prästföreningens centralstyrelse 1940, dess andre vice ordförande 1943, förste vice ordförande 1946, inspektor vid kommunala flickskolan i Strängnäs 1939–1943, vid Göteborgs prästgymnasium från 1944 och vid Kjellbergs kommunala flickskola från 1949. 
Malmeström blev kommendör med stora korset av Nordstjärneorden 1962 (kommendör av första klassen 1953, ledamot 1941) samt invaldes som ledamot av Kungliga Vetenskaps- och Vitterhetssamhället i Göteborg 1948.

### Forskning och författarskap
Malmeström räknas som en av sin tids mest  framstående kännare av Carl von Linné och gav ut ett stort antal böcker och uppsatser som behandlar olika aspekter av Linnés liv. Den religionsfilosofiska doktorsavhandlingen 1926  rörde Linnés religiösa åskådning. Därefter utgav han Ur Linnés tankevärld och religiösa liv (1932), på uppdrag av Uppsala universitet tillsammans med Arvid Hj. Uggla Vita Caroli Linnæi. Carl von Linnés självbiografier (1957), tillsammans med Telemak Fredbärj en vetenskaplig edition av Linnés bok om den gudomliga vedergällningen, Nemesis divina (1968). Han sammanfattade sina Linnéstudier i boken Carl von Linné. Geniets kamp för klarhet (1964). Han gav också ut ett antal böcker om kyrkan, det kristna livet, evangelisation samt en bok om Småkyrkorörelsen, Småkyrkoarbete (1953). 
Malmeström har skrivit texten till psalm 217 i 1986 års psalmbok "Gud, för dig är allting klart".

### Familj
Elis Malmeström var son till köpmannen Carl Axel Malmeström (1864-1949) och Ester Eleonora, född Weibull (1873-1954). Han var gift första gången 1922 med folkskollärarinnan Lisa Malmeström, född Olsson (1899-1936), och andra gången 1938 med folkskollärarinnan Rut Ingeborg Malmeström, född Ekström (1904-1996).
Malmeström är begravd på Stampens kyrkogård i Göteborg